# Storsovarbi
Storsovarbi (Chelostoma rapunculi) är en biart i familjen buksamlarbin och släktet blomsovarbin.

## Beskrivning
Kroppens grundfärg är svart med en mycket gles, beige till vit behåring på huvud och mellankropp, som är något tätare och mörkare i hanens ansikte. Bakkroppen har vita hårband mellan tergiterna, men är i övrigt kal på ovansidan. På buken har honan som alltid hos buksamlarbin en gulaktig hårborste som används för polleninsamling. Längden är 8 till 10 mm.

## Ekologi
Storsovarbiet förekommer i habitat som skogar, skogsbryn och -gläntor samt trädgårdar. I Alperna kan arten gå upp till 2 000 m. Arten är oligolektisk vad det gäller pollen på klockväxter, särskilt blåklockor. Flygtiden varar från juni till augusti. Släktet har fått sitt svenska trivialnamn ("blomsovarbin") av hanarnas vana att övernatta i blommor, för denna art inte minst blåklockor. Det är emellertid inte ovanligt att artens hanar även väljer klockorna hos röd skogslilja att sova i, till den grad att de därvid bidrar till blommornas pollinering.

### Fortplantning
Honan bygger sina larvbon i existerande, gamla insektsgångar i trä, egenborrade hål i dött trä eller bark, eller i ihåliga strån. De olika larvcellerna ligger efter varandra, och skiljs åt genom väggar av jord blandad med nektar. Även ingången till boet försluts genom en propp av jord och nektar, då blandad med grus.

## Utbredning
Arten finns i större delen av Europa öster om Brittiska öarna, med.tonvikten lagd på Mellan- och Nordeuropa; i Sydeuropa finns den främst i bergen, exempelvis i Spanien (Sierra Nevada), Italien (Alpernas sydsluttningar) och Grekland (Parnassos). Österut når den Kaukasus, Uralbergen och vidare österut till Nordasien. Den förekommer också i Sydvästasien och Nordafrika, samt har blivit införd till USA, där den finns i delstaterna New York och Connecticut.
I Sverige förekommer arten från Skåne till Hälsingland, inklusive Öland och Gotland, men exklusive Västsverige norr om Halland. I Finland har arten främst observerats i de södra delarna av landet, från Åland och sydkusten till Kajanaland, men ett färre antal fynd har gjorts i sydvästra Lappland samt ett fynd 2006 i Enare i nordvästra Lappland.
Storsovarbi är en allmänt förekommande art, som är klassificerad som livskraftig ("LC") både globalt, i Sverige och i Finland.